# Zamki na lodzie
Zamki na lodzie – amerykański film obyczajowy z 1978 roku.

## Obsada
- Robby Benson – Nick Peterson
- Lynn-Holly Johnson – Alexis Winston
- Colleen Dewhurst – Beulah Smith
- Tom Skerritt – Marcus Winston
- Jennifer Warren – Deborah Machland
- David Huffman – Brian Dockett
- Diane Reilly – Sandy

i inni

## Nagrody i nominacje
Oscary za rok 1979
- Najlepsza piosenka – Theme from Ice Castles (Through the Eyes of Love) – muz. Marvin Hamlisch; sł. Carole Bayer Sager (nominacja)

Złote Globy 1979
- Najlepsza piosenka – Theme from Ice Castles (Through the Eyes of Love) – muz. Marvin Hamlisch; sł. Carole Bayer Sager (nominacja)
- Odkrycie roku – aktorka – Lynn-Holly Johnson (nominacja)